# Brutyó János
Brutyó János (Makó, 1911. november 20. – Budapest, 1987. január 10.) kommunista pártmunkás, szakszervezeti vezető.

## Életpályája
Szülei: Brutyó Pál és Tóth Mária voltak. 1923-tól mezőgazdasági cselédként dolgozott. 1926-tól napszámosnak állt, majd ácsinas volt. 1930-ban szabadult fel, és 1945-ig ácssegédként dolgozott. 1932-ben Budapestre költözött. 1933-ban belépett a Magyarországi Építőmunkások Országos Szövetségébe. 1934-ben belépett a KMP-be Papp Lajos és Birkás Imre támogatásával. 1935-ben Rajk Lászlóval az építőmunkás sztrájkbizottság tagja lett. 1936-ban a MÉMOSZ központi választmányának tagja lett.
1945 elején Csillaghegyen megszervezte a kommunista pártot, melynek vezetőségi tagja volt. 1945–1946 között a csillaghegyi Magyar Kommunista Párt szervezetének titkára volt. 1946-ban kommunista pártiskolára küldték. 1946–1947 között a Magyar Kommunista Párt szentendrei járási szervezetének titkára volt. 1947–1948 között a Magyar Kommunista Párt, 1948–1949 között pedig a Magyar Dolgozók Pártja Központi Vezetőségének instruktora volt. 1949–1950 között a Dolgozó Parasztok és Földmunkások Országos Szövetségének munkatársaként dolgozott. 1950–1951 között a Magyarországi Építőmunkások Országos Szövetségének főtitkárhelyettese volt. 1951–1955 között építésügyi miniszter-helyettes lett. 1955-ben az Építő-, Fa- és Építőanyagipari Dolgozók Szakszervezetének elnöke lett.
1956 októberében Nagy Imre-kormánnyal szemben álló erőket támogatta. 1957–1966 között a Magyar Szocialista Munkáspárt Központi Bizottságának tagja volt. 1958-tól országgyűlési képviselő volt. 1959–1965 között a SZOT főtitkára, 1965–1966 között elnöke, 1966-tól a SZOT Elnökségének tagja volt. 1961–1963 között az Elnöki Tanács tagja volt. 1962–1966 között a Magyar Szocialista Munkáspárt Politikai Bizottságának póttagja volt. 1966–1982 között a Magyar Szocialista Munkáspárt Központi Ellenőrző Bizottságának elnöke volt. 1982-ben nyugdíjba vonult, és a Magyar Szocialista Munkáspárt Központi Bizottságának tagja lett.
Sírja a Fiumei úti sírkertben található.

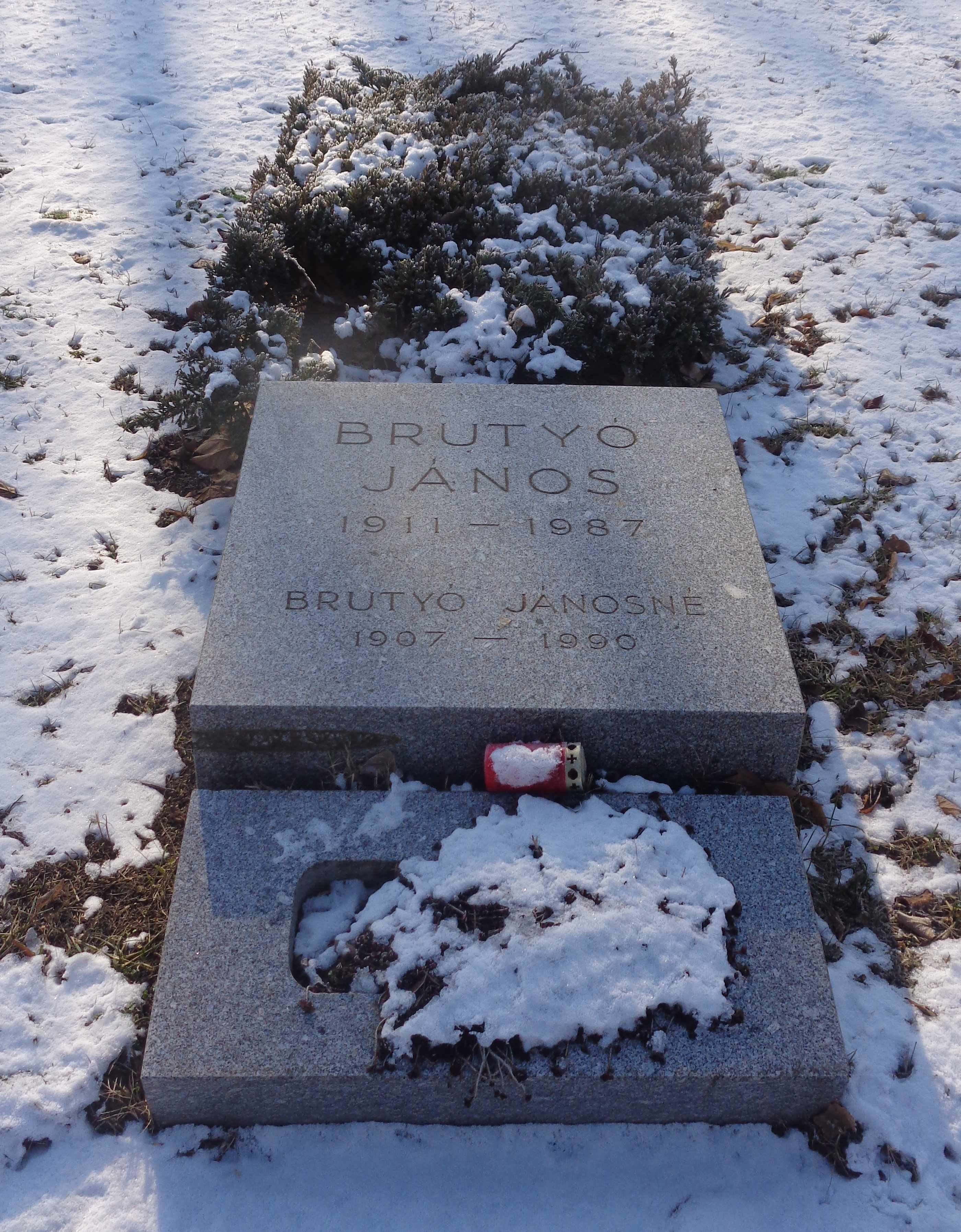
Sírja a Fiumei úti sírkertben (13. parcella, Jobb oldali munkásmozgalmi díszsor 22.)

## Művei
- A munkáshatalom erősítéséért (Budapest, 1975)
- Pártegység és pártfegyelem (Budapest, 1979)
- Munkásévek (Budapest, 1980)
- A választott úton (Budapest, 1983)

## Díjai, kitüntetései
- Népköztársasági Érdemrend IV. fokozata (1953)
- Munka Érdemrend arany fokozata (1954)
- Munkás-paraszt Hatalomért emlékérem (1958)
- A Munka Vörös Zászló Érdemrendje (1961, 1971)
- Szocialista Hazáért érdemrend (1968)
- Felszabadulási Jubileumi Emlékérem (1970)
- Magyar Népköztársaság Érdemrendje (1981)
- Népek Barátsága Érdemrend